# Bread (pel·lícula de 1924)

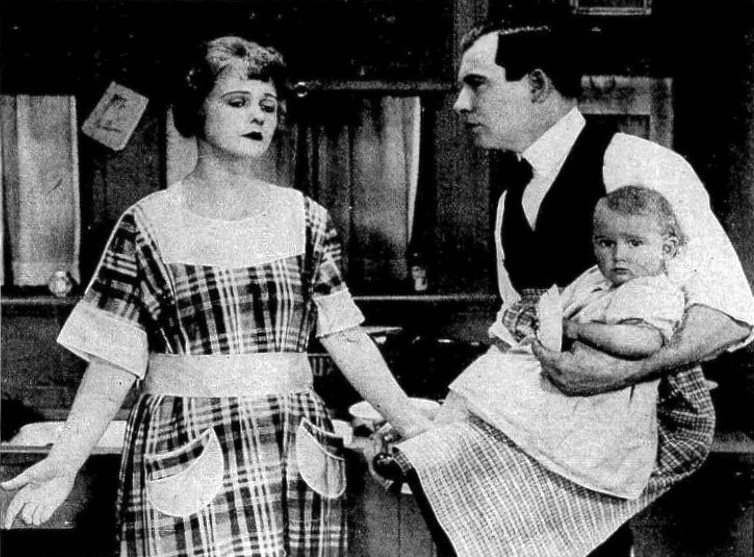
D'esquerra a dreta: Wanda Hawley, Pat O'Malley i Valentine Black en un fotograma de la pel·lícula

Bread és una pel·lícula muda de l'MGM dirigida per Victor Schertzinger i protagonitzada per Mae Busch, Robert Frazer i Wanda Hawley. Basada en la novel·la homònima de Charles G. Norris, es va estrenar el 4 d’agost de 1924. Es considera una pel·lícula perduda.

## Argument
Per alleujar la càrrega que pesa sobre la seva mare, Alice Sturgis es casa i té diversos fills, mentre que la seva germana Jeanette, més independent, va a treballar com a taquígrafa. Finalment, Jeanette es veu obligada a casar-se amb un venedor persistent per evitar un escàndol. Desil·lusionada amb la vida matrimonial, deixa el venedor, però després de tres anys de separació s'adona de la seva necessitat de tenir una família i torna amb ell.

## Repartiment
- Mae Busch (Jeanette Sturgis)
- Robert Frazer (Martin Devlin)
- Pat O'Malley (Roy Beardsley)
- Wanda Hawley (Alice Sturgis)
- Eugenie Besserer (Mrs. Sturgis)
- Hobart Bosworth (Mr. Corey)
- Myrtle Stedman (Mrs. Corey)
- Ward Crane (Gerald Kenyon)
- Raymond Lee (Ralph Beardsley)
- Valentine Black (nena)